# Carl von Rabenhaupt
Carl von Rabenhaupt, ook wel Carel Rabenhaupt  of Karel Robmhap ze Suché (Bohemen, 6 januari 1602 - Coevorden, 12 augustus 1675) was baron van Suchá (bij Hluboká nad Vltavou), erfheer in Lichnice en Třemošnice, heer van Crumbach.

## Eerste diensten
Carl Rabenhaupt was een uit Bohemen afkomstige edelman uit de familie Robmhap ze Suché oftewel Robenhaupt von Sucha. Deze familie behoorde tot Moravische Broederschap, een gereformeerde stroming die bestond uit volgelingen van Jan Hus en Jan Amos Comenius, die in 1620 uit Bohemen werden verdreven. Hij vocht onder Johan George I van Saksen bij Bautzen in de Lausitz. Rabenhaupt diende onder Peter Ernst II van Mansfeld in de Zeven Provinciën, waar hij zich als luitenant in 1627 bij het Beleg van Grol verdienstelijk maakte. Daarna was hij in dienst van de Landgraaf Willem V van Hessen-Kassel. In 1641 werd hij gouverneur van Kalkar.

## Republiek der Zeven Verenigde Nederlanden
Voorafgaande aan het rampjaar 1672 werd hij voor 4.000 rijksdaalders als legercommandant ingehuurd door de Republiek der Zeven Verenigde Nederlanden om de stad Groningen te verdedigen. Kapitein Prott werd daarvoor op 26 januari naar Kassel gestuurd. Op 7 maart trad hij als kolonel in dienst van het Staatse leger en kreeg bevel over een regiment dat zijn naam voerde en op 31 maart werd hij bevorderd tot luitenant-generaal. Op 29 mei arriveerde hij in Groningen.
Hij hielp de Groningers tijdens het beleg van Groningen in 1672 zich te verzetten tegen de bisschop van Münster Christoph Bernhard von Galen, bijgenaamd Bommen Berend. Overigens is de verbinding tussen de stad Groningen en Carl von Rabenhaupt waarschijnlijk al ouder dan 1672, aangezien er in 1627 (geen verschrijving) een Carel Rabenhaubt lidmaat van de Nederduits-gereformeerde kerk in Groningen werd.
Nadat zijn troepen op 30 december 1672 binnen een uur Coevorden hadden ontzet, met behulp van een kaart gemaakt door de plaatselijke schoolmeester Mijndert van der Thijnen en een biezen brugconstructie over het bevroren water van de stadsgracht, werd hij op 4 januari 1673 benoemd tot burgemeester van Groningen, drost van Drenthe en gouverneur van Coevorden. Rabenhaupt vergat de Ommerschans in te nemen en moest in oktober 1673 opnieuw strijd leveren tegen Bommen Berend, die Coevorden onder water had gezet. De Munsterse troepen werden in april 1674 teruggedreven tot Nordhorn en Neuenhaus in het Graafschap Bentheim.

## Levenseinde
Zijn laatste actie als militair was in 1674 bij Grave, dat door de Franse troepen werd bezet gehouden. Rabenhaupt overleed op 12 augustus 1675 in Coevorden en werd op 3 september 1675 in de kerk aldaar begraven.
In Groningen en Assen is de Rabenhauptstraat naar hem genoemd. In 1872 werd ter gelegenheid van de viering van Groningens Ontzet een tijdelijk monument met buste van Rabenhaupt op de Ossenmarkt geplaatst. Het monument is afgebeeld op de herdenkingsmunt Groningen constant, die door historieschilder J.H. Egenberger, hoofdonderwijzer-directeur van Academie Minerva, werd ontworpen. In 1972 werd definitief een buste van Rabenhaupt in de stad geplaatst. Het werd gemaakt door Willem Valk en stond door de jaren heen op verschillende plekken bij het stadhuis. Sinds 2017 staat het naast het Goudkantoor op het Waagplein, achter het stadhuis.

## Afbeeldingen

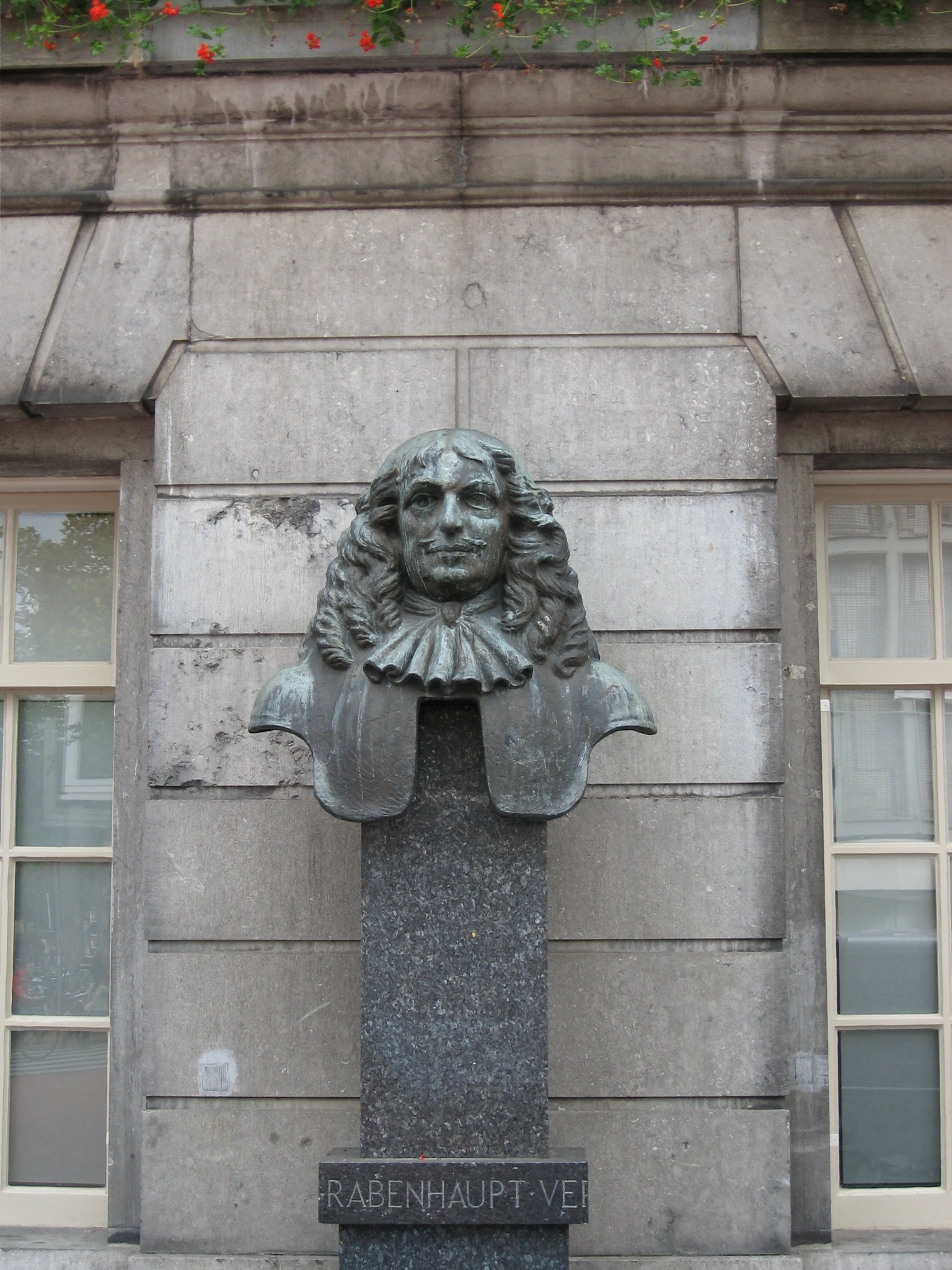
Buste van Rabenhaupt op de oude locatie in Groningen
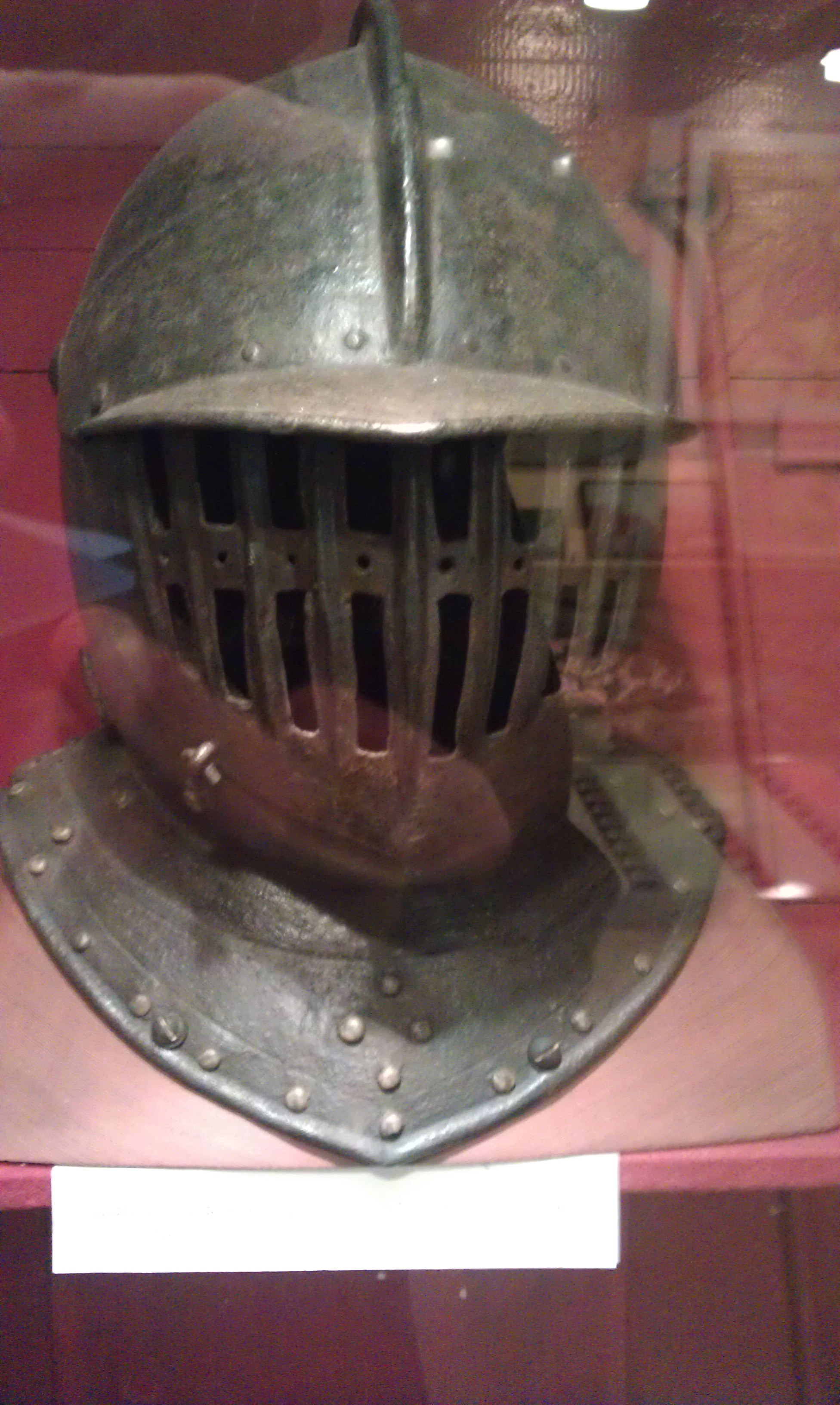
Helm van Carl von Rabenhaupt in het Stedelijk Museum van Coevorden
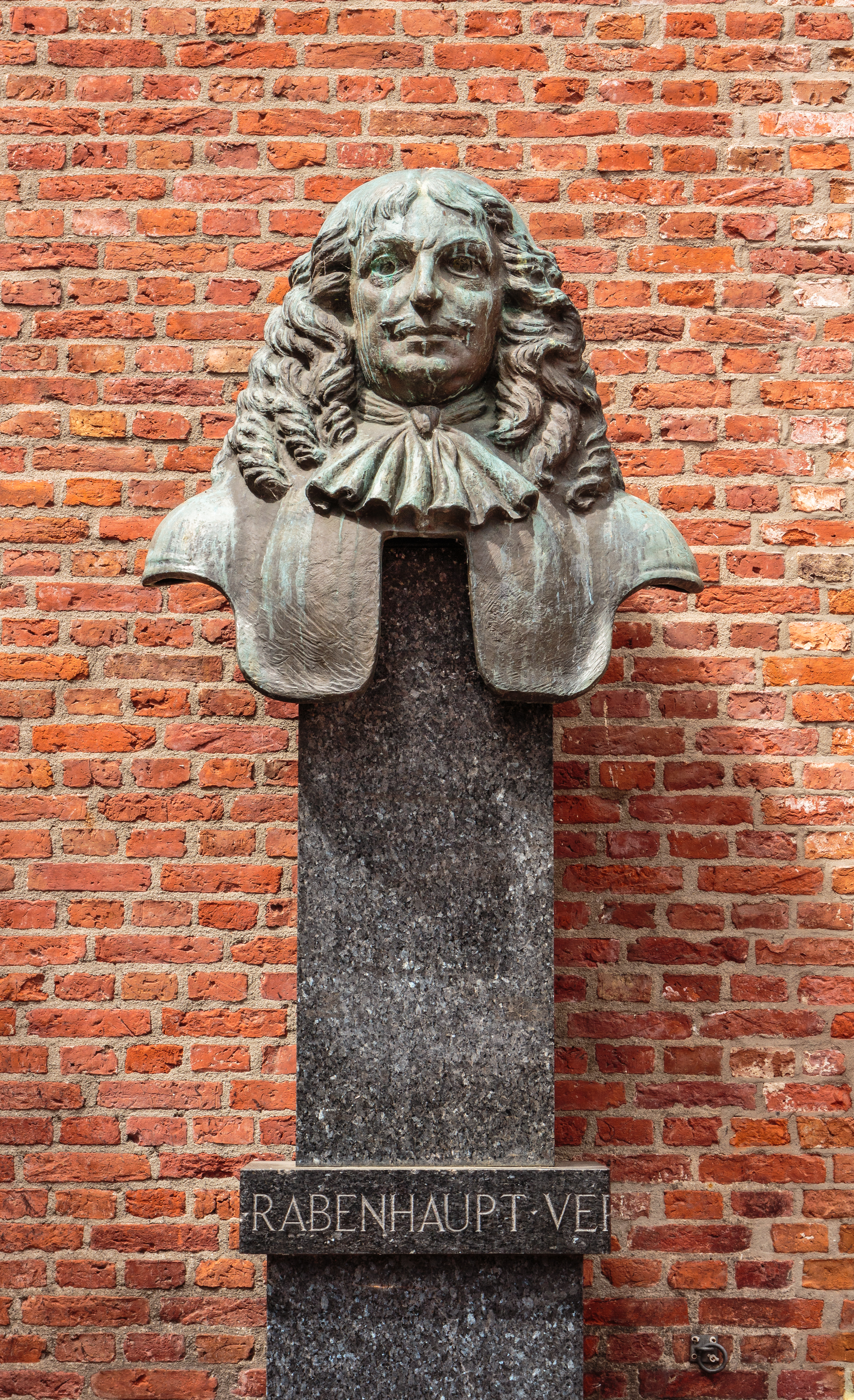
Buste van Carl von Rabenhaupt in Groningen stad.